# قرار مجلس الأمن التابع للأمم المتحدة رقم 227
أوصى قرار مجلس الأمن التابع للأمم المتحدة رقم 227، المعتمد في 28 أكتوبر 1966 في جلسة مغلقة، الجمعية العامة بأن تمدد تعيين يو ثانت أمينا عاما للأمم المتحدة حتى نهاية الدورة العادية الحادية والعشرين للجمعية العامة، ريثما ينظر المجلس فيه.

## روابط خارجية
- نص القرار في undocs.org